# Charlotte Branting
Carin Marie-Charlotte Branting, född Holm 26 mars 1943 i Kristianstad, är en svensk lärare och politiker (folkpartist), riksdagsledamot 1985–1994 för Kronobergs läns valkrets. I riksdagen var hon bland annat vice ordförande i kulturutskottet.